# Okresní soud v Sokolově
Okresní soud v Sokolově je okresní soud se sídlem v Sokolově, jehož odvolacím soudem je Krajský soud v Plzni. Soud se nachází ve starší budově bez bezbariérového přístupu v ulici Karla Havlíčka Borovského. Rozhoduje jako soud prvního stupně ve všech trestních a civilních věcech, ledaže jde o specializovanou agendu (nejzávažnější trestné činy, insolvenční řízení, spory ve věcech obchodních korporací, hospodářské soutěže, duševního vlastnictví apod.), která je svěřena krajskému soudu.

## Historie
Území dnešního sokolovského okresu spadalo v období 1850–1938 do obvodu Krajského soudu v Chebu. Po nové organizaci soudů, účinné od roku 1850, bylo v tomto obvodě zřízeno 19 okresních soudů. Na území Sokolovska to byly Kraslice, Loket a Sokolov. Politický okres Kraslice zahrnoval kromě soudního okresu Kraslice i soudní okres Nejdek s Okresním soudem v Nejdku. Politický okres s okresním hejtmanstvím v Kraslicích byl ve srovnání s falknovským menší. Ke změnám došlo roku 1868, kdy byl do politického okresu Falknov přeřazen Loket, který od roku 1850 spadal pod politický okres Karlovy Vary. Soudní okresy Falknov a Loket byly srovnatelné co do rozlohy, počtu obyvatel i počtu obcí.
Za první republiky zahrnoval politický i soudní okres Falknov poměrně malé území dnešního sokolovského okresu. Samostatný kraslický okres měl svůj soud, který zde působil až do roku 1945. V Lokti fungoval soud, později jako pobočka falknovského soudu. Na základě rozhodnutí presidia zemského soudu v Praze fungoval loketský soud do roku 1949, ovšem pouze ve třech místnostech. Stavba falknovského soudu byla navržena architektem Rudolfem Welsem v roce 1930 a 26. září 1932 uskutečnilo stavební řízení, při kterém byla stavba povolena. Po několika změnách projektu a odsouhlasení změn dokumentace vypisoval zemský soud výběrová řízení. Přes složité politické poměry, kdy místní Němci měli pocit, že jim československý stát ubližuje, byla stavba dokončena v únoru 1938. V té době se zvýšily snahy na odtržení sudetských území od Československa. Po odtržení sudetského území sloužila budova jako sídlo okresního soudu Sokolov (tehdy Falkenau a.d. Eger), který patřil do tzv. Regierungbezirk Eger (správní obvod Cheb).
Po roce 1945 sídlil v budově nadále soud a státní notářství a SNB, byly zde vedeny pozemkové knihy. Nejvíc místností zabral Sbor národní bezpečnosti, který měl kanceláře v celkem 41 místnostech. Přesto v roce 1965 bylo rozhodnuto zajistit velkou rekonstrukci budovy a stavbu s názvem Přístavba soudu pro účely SNB. Rekonstrukce byla realizovaná v roce 1976. S výjimkou generální opravy elektroinstalace se stavební činnost na dlouhých dvacet let zastavila. V roce 2005 došlo na základě posouzení stavu fasády k provedení zateplení budovy. Největší novodobé stavební akce byly zahájeny v roce 2012. Práce probíhaly za plného provozu soudu přesto, že byla prováděna rekonstrukce celého objektu a nástavba na obou křídlech budovy. V nástavbách jsou umístěny samostatné kanceláře pro soudce. Stavba byla dokončena dne 9. srpna 2013. Celkové náklady byly 51 milionů Kč. Budova již slouží více než osmdesát let. Objekt okresního soudu stále patří mezi významné a architektonicky zajímavé stavby města Sokolova.

## Soudní obvod
Obvod Okresního soudu v Sokolově se shoduje s okresem Sokolov, patří do něj tedy území těchto obcí:
Březová •
Bublava •
Bukovany •
Citice •
Dasnice •
Dolní Nivy •
Dolní Rychnov •
Habartov •
Horní Slavkov •
Chlum Svaté Maří •
Chodov •
Jindřichovice •
Josefov •
Kaceřov •
Krajková •
Královské Poříčí •
Kraslice •
Krásno •
Kynšperk nad Ohří •
Libavské Údolí •
Loket •
Lomnice •
Nová Ves •
Nové Sedlo •
Oloví •
Přebuz •
Rotava •
Rovná •
Sokolov •
Staré Sedlo •
Stříbrná •
Svatava •
Šabina •
Šindelová •
Tatrovice •
Těšovice •
Vintířov •
Vřesová